# Tú alfagra land mítt
Mítt alfagra land, chiamato solitamente Tú alfagra land mítt, è l'inno nazionale delle isole Fær Øer.
Il testo dell'inno venne scritto da Símun av Skarði (1872-1942), mentre la musica da Peter Alberg (1885-1940).
Una versione personale dell'inno fu realizzata dal gruppo musicale Týr.

## Testo originale
Tú alfagra land mítt, mín dýrasta ogn!
á vetri so randhvítt, á sumri við logn,
tú tekur meg at tær so tætt í tín favn.
Tit oyggjar so mætar, Guð signi tað navn,
sum menn tykkum góvu, tá teir tykkum sóu.
Ja, Guð signi Føroyar, mítt land!
Hin roðin, sum skínur á sumri í líð,
hin ódnin, sum týnir mangt lív vetrartíð,
og myrkrið, sum fjalir mær bjartasta mál,
og ljósið, sum spælir mær sigur í sál:
alt streingir, ið tóna, sum vága og vóna,
at eg verji Føroyar, mítt land.
Eg nígi tí niður í bøn til tín, Guð:
Hin heilagi friður mær falli í lut!
Lat sál mína tváa sær í tíni dýrd!
So torir hon vága - av Gudi væl skírd -
at bera tað merkið, sum eyðkennir verkið,
ið varðveitir Føroyar, mítt land!